# La Livinière
La Livinière – miejscowość i gmina we Francji, w regionie Oksytania, w departamencie Hérault. Przez miejscowość przepływają rzeki Cesse oraz Ognon. 
Według danych na rok 1990 gminę zamieszkiwało 506 osób, a gęstość zaludnienia wynosiła 16 osób/km² (wśród 1545 gmin Langwedocji-Roussillon La Livinière plasuje się na 516. miejscu pod względem liczby ludności, natomiast pod względem powierzchni na miejscu 165.).